# میثاق (کتاب مقدس)
میثاق (عبری: בְּרִיתוֹת‎) کتاب مقدس عبری به تعدادی از «پیمان‌ها» (عبری: בְּרִיתוֹת‎) با خدا (تتراگراماتون) اشاره می‌کند. اینها عبارتند از عهد نوح (در سفر پیدایش)، که بین خدا و همه موجودات زنده است، و همچنین تعدادی عهد (دین) خاص تر. با ابراهیم، کل بنی‌اسرائیل قوم کوهن و سلسله داوود پادشاهان. از نظر شکل و اصطلاح، این میثاق‌ها بازتاب انواع قراردادهای معاهده در دنیای باستان اطراف است.
کتاب ارمیا، آیات 31:30–33 می‌گوید که تتراگراماتون عهد جدیدی با خاندان اسرائیل و خاندان یهودا منعقد خواهد کرد. بیشتر الهیات مسیحی این میثاق جدید مافوق‌گرایی از پیمان قدیم است که در عهد عتیق توصیف شده‌است و در قوم خدا اعمال می‌شود. در حالی که برخی معتقدند هر دو عهد هنوز در الاهیات میثاق دوگانه قابل اجرا هستند.
میثاق ملنگ میثاق نامی برای انسان های دارای فاقد مغز و شعور هستند کونشان سیاه باد
الگو:میثاق ملنگ